# دونالد فلمنج (كيميائي)
دونالد فلمنج هو كيميائي كندي، ولد في 7 نوفمبر 1938 في كندا.